# 丹大城际铁路
丹大城际铁路，又称丹大快速铁路，简称丹大城际、丹大快铁、丹大线，是中华人民共和国辽宁省丹东市至同省大连市的一条双线电气化铁路，由丹东－庄河段、庄河－登沙河段和登沙河－大连段三部分组成，全长293公里，设计时速200km/h。其中丹东－庄河段规划长度158.3公里，投资估算总额147亿元；庄河－登沙河段规划长度85.18公里，投资估算总额61亿元；登沙河－大连段规划长度46.95公里，投资估算总额64亿元。全线于2010年3月17日开工，2015年12月17日投入使用。

## 历史

### 规划阶段
丹大城际铁路丹东－庄河段是在原东北东部铁路前阳－庄河段的基础上修改设计的项目，2008年设计的东北东部铁路前阳－庄河段为时速160公里的单线一级铁路。
2009年4月21日，辽宁省人民政府和铁道部共同签订了《关于加强推进辽宁铁路建设的会议纪要》，确定了将该铁路重新设计成时速为250公里的双线电气化铁路，以客运为主，兼运货物。同年6月28日，国家铁道部会同辽宁省政府向国家发改委上报了丹大城际铁路前阳－庄河段的修改意见。12月19日至21日，铁道部在北京召开丹大快速铁路前阳－庄河段初步设计审查会议，正式通过了该项目初步设计审查。

### 建设阶段
2010年3月17日，线路随沈丹客运专线同步开工建设。12月2日，丹大城际铁路桥梁首梁架设在东港市北井子镇卧龙特大桥上完成。
2015年4月5日，丹大城际铁路丹东段开始进行铺轨作业，预计丹东段双向221公里的轨道铺设将于同年7月15日完成。8月21日，丹东至花园口段接触网开始送电，并与8月26日开始进行联调联试工作。9月13日，编号为CRH2C-2068的综合检测列车驶入丹大快速铁路，丹东至花园口段动检试验正式展开。10月3日，丹大快速铁路登沙河至闫家楼区段沿线接触网送电成功。10月13日，花园口至金州段开始联调联试。10月20日，丹大快速铁路最后一个联调联试段——大连枢纽工程接触网送电成功。10月22日，金州至大连北站区段开始联调联试工作，预计本段联调联试将在10月底结束。10月25日，丹大快速铁路正线全线贯通。2015年11月9日，丹大快速铁路进入全线试运行阶段。

### 运营阶段
2015年12月17日，丹大城际铁路开通运营，首发车为大连北站始发终至丹东站的“黄海号”D7707次动车组列车。
2023年11月1日，复兴号CR200J型电力动车组开始于丹大城际铁路上运营，担当车次为C537-C542次。

## 线路运营

### 票价及运营方案
丹大城际铁路运营初期日开行客运列车12对，其中包括本线D字头列车10对，以及沈阳经丹东至大连的跨线动车组列车2对；开行货运列车17对；全程最短耗时1小时45分钟，大连北站至丹东站区段票价为二等座108.5元、一等座173.5元。

### 客流量
截止2016年12月17日，丹大快速铁路开通一周年，累计发送旅客464万人次，日均发送旅客1.27万人次，并于2016年10月3日创下单日发送旅客最高纪录，为2.5万人次。其中丹东站共发送旅客150万人次，大连北站161万人次、大连站15.4万人次。

## 车站列表
丹大城际铁路从丹东站引出，经锦江山隧道后，沿辽东半岛东侧黄海沿岸南下，途经丹东市、东港市、庄河市、普兰店市、终到大连市大连北站。铁路从北至南依次经过丹东港、海洋红港、庄河港、皮口港、大连港5个港口，平均距海岸线不到10公里。全线设有丹东西站、东港北站、庄河北站等车站共19座，其中同兴站、前阳南站、兰店站、庄河西站不办理客运业务。
| 站名     | 大連北站 起計里程（公里） | 連接路線                               | 所在地 | 所在地   | 備註               |
| -------- | ------------------------- | -------------------------------------- | ------ | -------- | ------------------ |
| 大連站   | 不適用                    | 沈大高铁、瀋大鐵路、 █ 3号线、 █ 5号线 | 大連市 | 中山區   | 沈大铁路直通       |
| 大連北站 | 0                         | 沈大高铁、瀋大鐵路、 █ 1号线、 █ 2号线 | 大連市 | 甘井子區 |                    |
| 金州站   | 14                        | 瀋大鐵路                               | 大連市 | 金州區   |                    |
| 廣寧寺站 | 30                        |                                        | 大連市 | 金州區   | 因客流量不足而关闭 |
| 登沙河站 | 50                        | 金城鐵路                               | 大連市 | 金州區   |                    |
| 杏樹屯站 | 59                        | 金城鐵路                               | 大連市 | 金州區   |                    |
| 皮口站   | 84                        |                                        | 大連市 | 普蘭店區 |                    |
| 城子坦站 | 98                        | 金城鐵路                               | 大連市 | 普蘭店區 |                    |
| 花園口站 | 111                       |                                        | 大連市 | 莊河市   |                    |
| 莊河西站 | 136                       |                                        | 大連市 | 莊河市   | 貨運站             |
| 莊河北站 | 146                       |                                        | 大連市 | 莊河市   |                    |
| 蘭店站   | 155                       | 岫莊鐵路                               | 大連市 | 莊河市   | 貨運站             |
| 青堆站   | 174                       |                                        | 大連市 | 莊河市   |                    |
| 大孤山站 | 207                       |                                        | 丹東市 | 東港市   |                    |
| 北井子站 | 236                       |                                        | 丹東市 | 東港市   |                    |
| 東港北站 | 255                       |                                        | 丹東市 | 東港市   |                    |
| 前陽南站 | 265                       | 大東港港區鐵路                         | 丹東市 | 東港市   | 貨運站             |
| 丹東西站 | 271                       |                                        | 丹東市 | 振興區   | 因客流量不足而关闭 |
| 同興站   | 286                       |                                        | 丹東市 | 振安區   | 技術站             |
| 丹東站   | 293                       | 瀋丹客運專線、瀋丹鐵路                 | 丹東市 | 振興區   |                    |